# Episódio
Um episódio é uma parte de um trabalho dramático como uma série de televisão   ou um programa de rádio. Um episódio é uma parte de uma sequência de um corpo de trabalho, semelhante a um capítulo de um livro. O termo é às vezes também aplicado a trabalhos baseados em outras formas de mass media, como nos filmes Star Wars.

## Estreia de temporada
Na televisão, a estreia de temporada se refere ao primeiro episódio de uma temporada nova para uma série que foi renovada.
Na América do Norte, estreia um determinado programa de temporada que muitas vezes vai ao ar em setembro ou outubro, após vários meses de reprises.
Características
A estreia de temporada normalmente tem uma ou mais das seguintes características:
- Resoluções para cliffhangers e demais conteúdos que ficaram para serem resolvidos no final da temporada anterior;
- Introduções de novas histórias. Alguns exemplos de ações podem incluir um personagem com um novo emprego (ou a perda de um), um personagem recebe um novo interesse amoroso (ou o relacionamento existente termina e/ou entra numa nova fase), as crianças entrando em uma nova escola, o grupo central de personagens se movem para uma nova casa (ou ponto de encontro, etc);

Muitas vezes, uma ou mais dessas histórias introduzirá uma mudança fundamental para um show em particular. Um exemplo é o Archie Bunker's Place, onde a esposa de Archie, Edith, morreu e os personagens lidam com a morte dela. Os episódios subsequentes tinham Archie adaptando-se à vida como um viúvo.
- Episódios One-up com parcelas ou convidados especiais com o intuito de atrair os telespectadores. Alguns programas possuem uma estrela de convidado especial (por exemplo, Don Drysdale em um episódio de estréia da nova temporada de The Brady Bunch e Jerry Seinfeld em uma estreia de temporada de 30 Rock);
- Introduções de novos personagens;
- No caso dos game shows, a introdução de novas (ou revistas) regras, novos jogos de bônus, as regras relativas aos prêmios (como o que pode ser ganho), e/ou novos modelos.

## Series finale
Episódio final
Um episódio final (Inglês - ING "último da série"; Inglês - AUS "época final"), é o último episódio de uma temporada de um programa de televisão. Isto é o último episódio a ser produzido durante alguns meses ou mais, e, como tal, tentará atrair telespectadores para continuar assistindo quando a série começa novamente.
Um episódio final poderá conter um cliffhanger terminando de ser resolvidas na próxima temporada. Alternativamente, um episódio final poderia trazer abertos em linhas de história a um fim, sair em um alto e igualmente interesse em manter a série em eventuais retorno.
Série final
O último episódio de uma série televisiva freqüentemente conclui toda a premissa do show.
Há exemplos de episódios, tendo sido ostensivamente o "episódio final", inesperadamente se tornar a série final de fato, devido ao cancelamento da série.
Nos esportes
Em Inglês americano, o termo se desenvolveu para descrever o evento final de uma época desportiva, talvez em parte devido à popularidade destes com os telespectadores.